# Calamobius
Calamobius is een kevergeslacht uit de familie van de boktorren (Cerambycidae). De wetenschappelijke naam van het geslacht werd voor het eerst geldig gepubliceerd in 1847 door Guérin-Méneville.

## Soorten
Calamobius is monotypisch en omvat slechts de volgende soort:
- Calamobius filum (Rossi, 1790)